# Église Saint-Patern de Vannes
Pour les articles homonymes, voir Église Saint-Patern et Saint Paterne.
L’église Saint-Patern de Vannes, situé dans le quartier du même nom, est un édifice religieux catholique dédié à saint Patern, premier évêque de Vannes au Ve siècle.

## Histoire
Tout comme pour la cathédrale de Vannes, l'église Saint-Patern fut détruite au Xe siècle lors des invasions vikings en Bretagne.
L'édifice est reconstruit au siècle suivant et est pendant tout le Moyen Âge une importante étape de pèlerinage. Saint Patern, premier évêque attesté de l'évêché de Vannes est un des sept saints fondateurs de Bretagne. Ses reliques, conservées à Vannes, attirent la foule des pèlerins du Tro Breizh. Le pèlerinage crée des pugilats homériques dans la ville au XIVe siècle. Le clergé de Saint Patern et les chanoines de la cathédrale se disputent le droit de présenter les reliques, de recevoir les vénérations, et donc les offrandes.
Les fidèles de la paroisse de Saint Patern défendent leurs droits contre les chanoines aidés par des sergents du duc. Les paroissiens font le guet et s'enferment dans l'église à l'arrivée des partisans des chanoines. Le clergé recommande cependant aux fidèles de jeter les offrandes par les fenêtres de l'église. L'affaire est réglée par l'intervention du clergé de Rome. Au XVe siècle, le pèlerinage fut en partie délaissé après le passage et la prédication de Saint Vincent Ferrier, qui fit de l'ombre au saint fondateur.
L'église romane fut victime des tempêtes en 1721-1726. L'édifice actuel a été reconstruit dès 1727 sur les plans de l'architecte vannetais Olivier Delourme. Le grand escalier, la tour de granit et sa lanterne sont commencés en |1769 mais la flèche ne peut être achevée qu'en 1826.
En 2005, la totalité de l'église est inscrite au titre des monuments historiques.
De janvier 2007 à mars 2008, l'église connaît une restauration complète dans le style baroque d'origine : toiture, charpente et voûte en lambris, enduits, étanchéité, installations électriques, consolidation du clocher, réfection complète du dallage avec intégration d'un plancher chauffant, ré-aménagement du chœur avec la pose d'un ensemble de stalles de chœur en chêne massif sculpté datant de 1695, ayant été initialement installées aux Carmes de Ploërmel, puis ayant transité par la chapelle des Ursulines de Saint-Pol-de-Léon.

## Chronologie de la construction
- 9 mai 1723 : Effondrement du clocher sur l'église du XIe siècle. Le clocher surmontait alors le carré du transept, dressé sur quatre piliers. L'église était en forme de croix latine.
- Juillet 1723 : Dès juillet, un projet de reconstruction de l'édifice, par Olivier Delourme, est approuvé par le conseil de fabrique.
- 21 août 1727 : Début des travaux pour la reconstruction de l'église en plusieurs phases.
- 1727 - 1728 : Chœur, transept et les trois premières travées de la nef, ainsi que la sacristie-Est.
- 1736 - 1737 : Aménagement des intérieurs et création des vitraux du chœur.
- 1769 : Décision du conseil de fabrique d'agrandir l'église et de bâtir une tour devant la nef.
- 1775 : Achèvement des deux travées complémentaires de la nef (d'après la même source) et début de la construction de la tour.
- 1826 : Achèvement de la tour avec réalisation des escaliers et du perron.
- 1839 - 1844 : Restauration sur le clocher et les chapelles intérieures pour les mettre hors d'eau.
- 1847 - 1850 : Restauration des retables des transepts.
- 1859 - 1861 : Réaménagement du chœur.
- 1878 - 1882 : Restaurations lourdes en couverture de la nef.
- 1882 : Vitraux neufs sur le chœur et les transepts.
- 1897 : Installation de l'orgue Louis Debierre (op. 179, 25 II/P).
- 1903 : Restauration de la couverture (reprises partielles) et de la charpente du chœur et des transepts : des tirants métalliques sont mis en place sur les fermes.
- 1906 : Restauration de la voûte en plâtre sur lattis de la croisée du transept à la suite de chutes de plâtre.
- 1918 : Vitraux neufs dans la nef.
- 1922 - 1925 : Élargissement du chœur et de la sacristie, à l'emplacement des deux porches du XIXe siècle suivant les plans de l'architecte Caubert de Cléry.
- 1946 : Inscription du clocher et son porche à l'inventaire supplémentaire des Monuments historiques.
- 1953 : Horloge électrique neuve.
- 1972 - 1973 : Restauration du clocher.
- 1981 - 1982 : Restauration des retables des transepts.
- 1992 : Restauration de la chaire.
- 2006 - 2008 : Restauration complète de l'édifice dans le style baroque d'origine.
- 2023 - 2025 : Relevage de l'orgue par la société Orglez (Gwennin L’Haridon et Pauline Freyburger) de Forges de Lanouée (Morbihan).

## Galerie

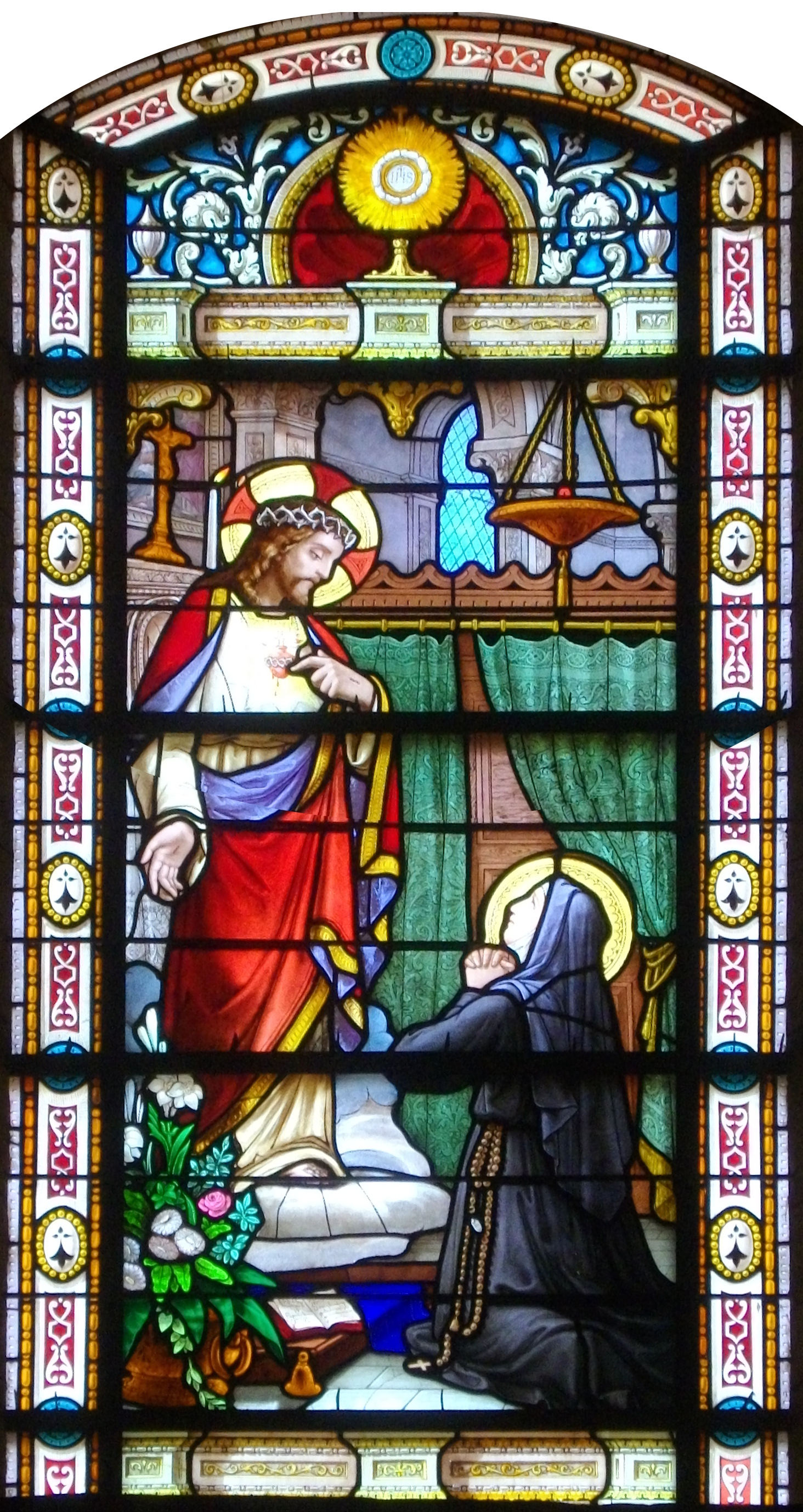
Un des vitraux de l'église
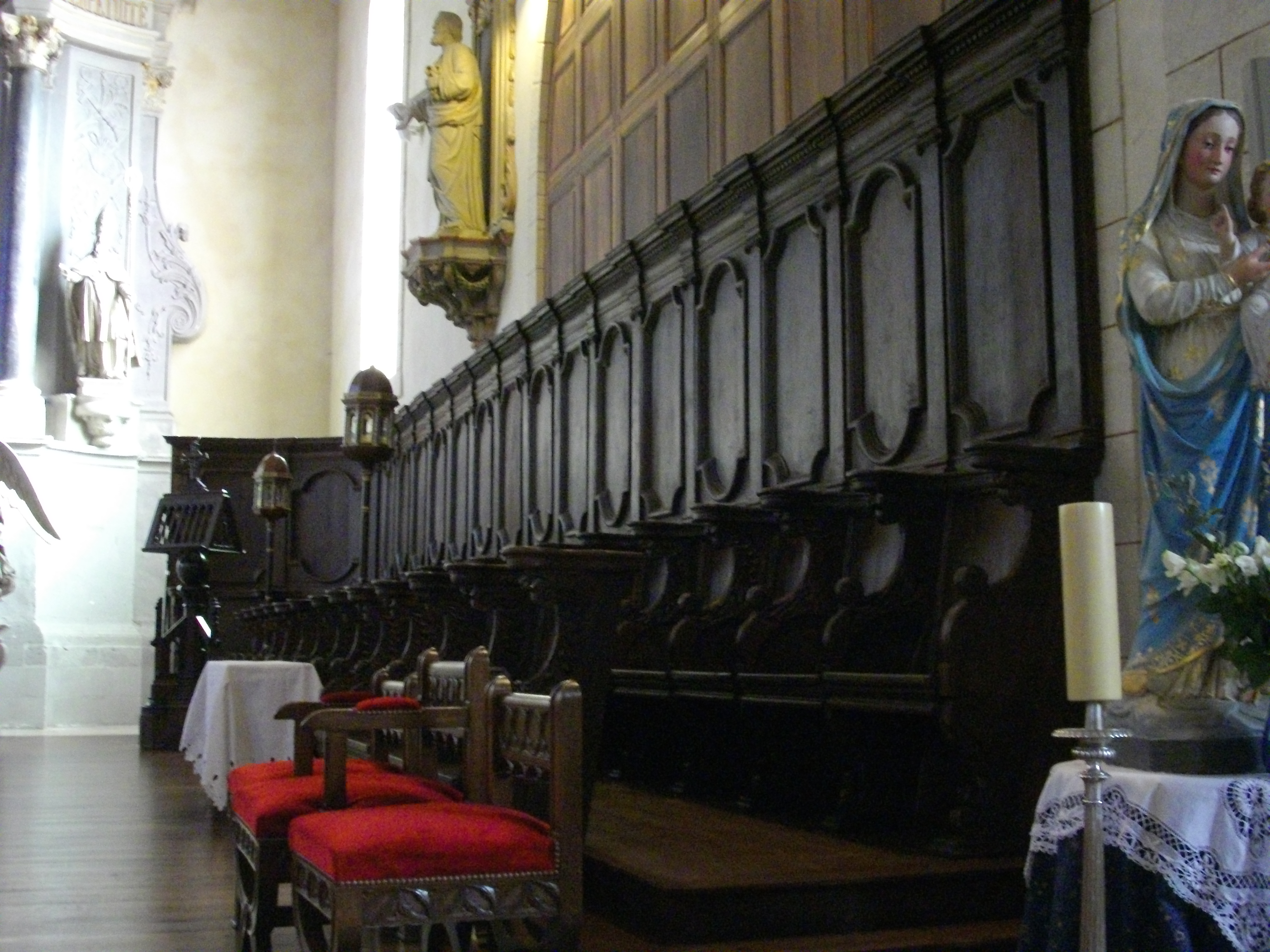
Stalles.
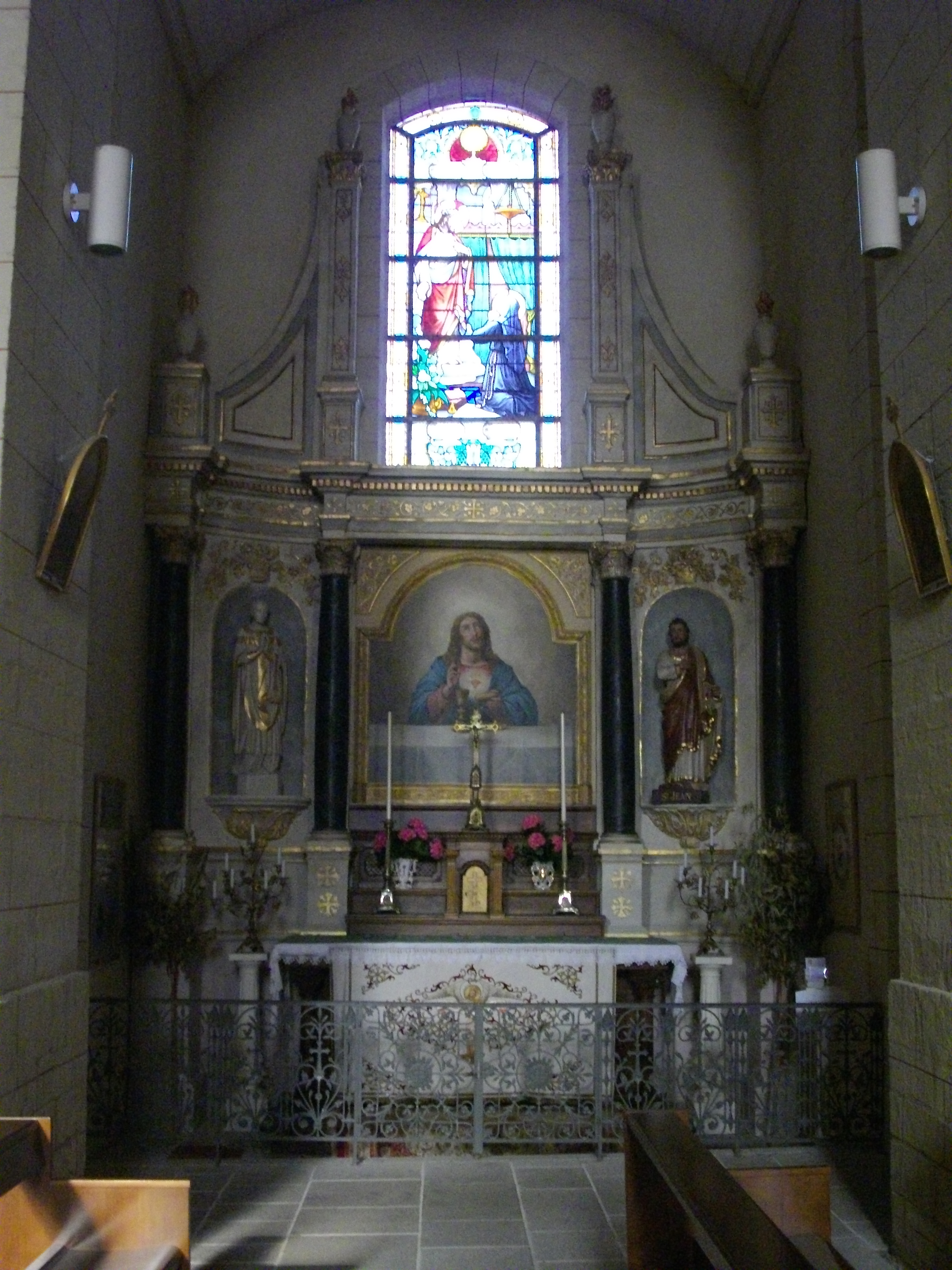
Chapelle du Sacré-Cœur.
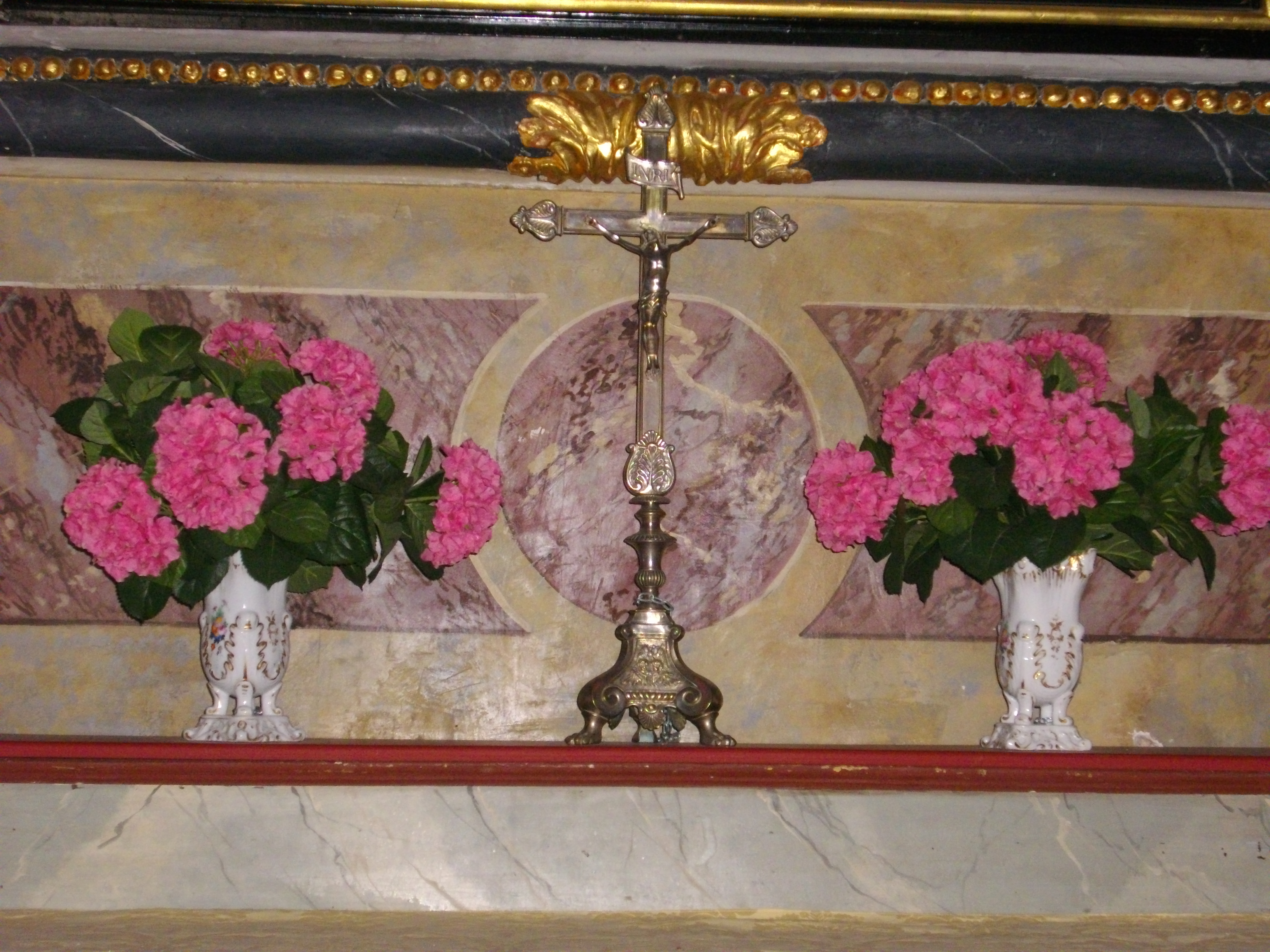
Croix d'autel.
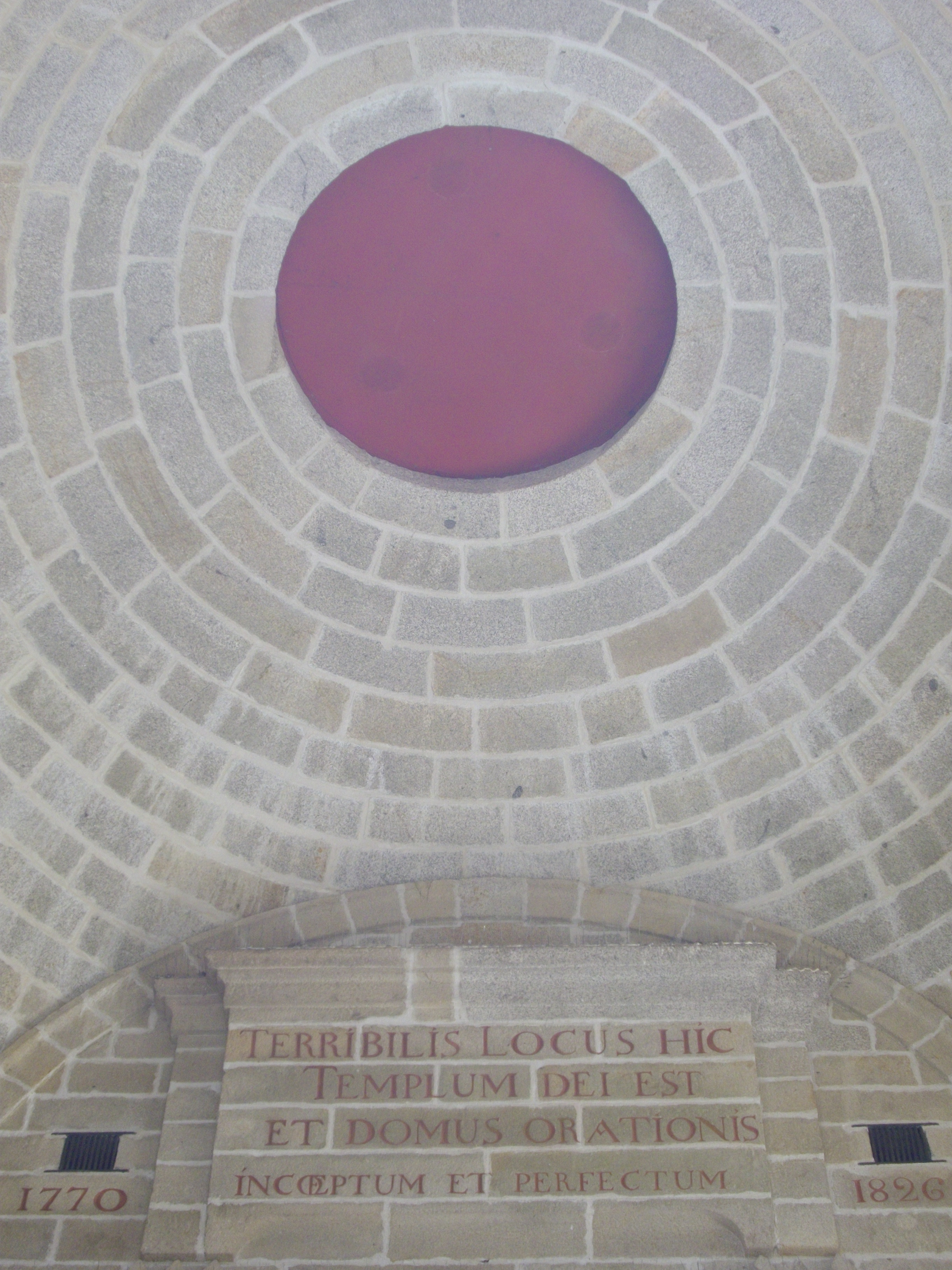
Inscription latine dans le porche.